# Малый, Владимир Викторович
Владимир Викторович Малый (укр. Володимир Вікторович Малий; 28 января 1955, Николаев, Украинская ССР, СССР) — советский футболист и тренер, обладатель Кубка СССР (1980), мастер спорта СССР (1979). Лучший бомбардир одесского СКА за историю (91 гол в официальных матчах чемпионата и Кубка СССР).

## Биография
Владимир Малый родился 28 января 1955 года в Николаеве.

### Карьера игрока
Футболом начинал заниматься вместе со своим братом-близнецом Леонидом в ДЮСШ при команде мастеров «Судостроитель», где первым их тренером стал Александр Иванов.
После окончания спортшколы братьев пригласили в команду мастеров «Локомотив» (Херсон), а в 1975 году Малые перешли в клуб высшей лиги — «Зарю». В команде из Ворошиловграда молодые футболисты чаще играли за дублирующий состав, где Владимир, забив 11 голов, стал лучшим бомбардиром команды резервистов по итогам первенства 1975 года.
Несмотря на то, что Леонид и Владимир Малые — братья-близнецы, на футбольном поле они отличались игровой манерой, играли на разных позициях и флангах, к тому же Леонид был «правоногим» футболистом, а Владимир — «левша».
14 сентября 1975 года Владимир Малый дебютировал в высшей лиге чемпионата СССР в поединке против днепропетровского «Днепра».
Спустя год, 16 октября 1976 года, в матче против того же «Днепра» Владимир Малый забил свои первые голы в высшей лиге, дважды поразив ворота голкипера днепрян Леонида Колтуна.
В 1977 году братья были призваны на воинскую службу и направлены в одесский СКА. В армейской команде Владимир и Леонид Малые довольно быстро закрепились в стартовом составе, став одними из лидеров коллектива, с которым одержали победу в зональном турнире второй лиги, а в переходных матчах против семипалатинского «Спартака» оформили путёвку в первую лигу. Сезон в турнире более высокого ранга одесситы провели, как для новичка уверенно, заняв итоговое 11 место, а братья Малые своей игрой смогли привлечь к себе внимание ряда команд элитного дивизиона и после завершения сезона приняли предложение перейти в донецкий Шахтёр, который возглавил Виктор Носов. Владимир Малый дебютировал в составе горняков в стартовом матче 42-го чемпионата СССР против ленинградского «Зенита», заменив на 75-й минуте матча Николая Федоренко. Сезон 1979 года выдался одним из наиболее успешных в чемпионатах СССР для горняков, занявших по его итогам 2-е место, отстав лишь на два очка от чемпиона — московского «Спартака». Владимир Малый, сыграв в 24 поединках и забив 3 гола, заслуженно стал серебряным призёром чемпионата. А 19 сентября 1979 года нападающий дебютировал в еврокубковых соревнованиях, выйдя в стартовом составе горняков в матче турнира Кубка УЕФА «Шахтёр» (Донецк) — АК «Монако».
Всего в этом турнире провёл 4 поединка. В чемпионате 1980 года, донецкая команда выступила менее уверенно, заняв 6 место. Впрочем, сравнительный спад в чемпионате горняки с лихвой компенсировали успешным выступлением в турнире на Кубок СССР, став обладателями трофея. Владимир, в отличие от своего брата, хоть и не играл в финальном поединке против тбилисского «Динамо», но приняв участие в шести матчах турнира, так же стал обладателем Кубка.
В 1981 году братья Малые, поддавшись на уговоры руководителей одесского военного округа, возвратились в Одессу, где продолжили карьеру в армейской команде, были лидерами, вокруг которых строилась игра коллектива. Через год Леонид Малый покинул одесский СКА, перебравшись в «Черноморец», а Владимир, получивший офицерское звание, свою дальнейшею карьеру связал с армейским клубом, за который выступал до 1986 года, после чего в 31-летнем возрасте принял решение завершить игровую карьеру и перейти на тренерскую работу с молодёжной командой армейцев. В 1989 году снова выходил на футбольное поле, в качестве играющего тренера команды «Тигина-РШВСМ». В сезоне 1996/1997 выступал за любительскую команду «Лотто-GCM».

### Карьера тренера
Оставив активную игровую карьеру, с 1986 года Владимир Викторович работал тренером молодёжной команды одесского СКА, которая выступала в турнирах среди коллективов Вооружённых сил СССР. В 1989 году армейцы передислоцировалась в молдавский город Бендеры, находившийся в границах Одесского военного округа. Команда играла под названием «Тигина-РШВСМ» и выступала в первенстве Молдавской ССР, где стала победительницей и завоевала право представлять город в турнире второй лиги. Владимир Малый в этот период был играющим тренером команды. После завершения сезона 1989 года, Малый вернулся в Одессу, где продолжил работать с армейскими коллективами.
В 1996 году, на базе любительских команд «Лотто GCM» и СКА, был создан футбольный клуб СКА-Лотто, который был заявлен во вторую лигу чемпионата Украины, а Владимир Малый был назначен на должность начальника команды. Коллектив в сезоне 1997/1998 занял второе место в своей группе. Но уже в следующем сезоне был создан другой альянс, одесский СКА объединился с командой «Динамо» (Одесса) и сезон 1998/1999 команда играла под названием «Динамо-СКА», главным тренером стал Владимир Малый. Но коллектив провёл только один неполный сезон среди профессиональных команд и вскоре, из-за финансовых проблем, прекратил своё существование. А Владимир Малый, являясь военнослужащим, продолжил работать в структурах армейского клуба.
В 2002 году Владимир Викторович Малый уволился из Вооружённых сил в звании подполковника и перешёл на работу детским тренером в одесскую ДЮСШ № 9, директором которой являлся его бывший партнёр по армейской команде Сергей Марусин. Кроме занятий с детьми, Владимир Малый более десяти лет трудился в Федерации футбола города Одессы, где возглавлял инспекторский комитет, а с 2010 года был избран председателем контрольно-дисциплинарного комитета одесской областной федерации футбола.
Владимир Малый активно выступал за ветеранскую команду «Ришелье», в составе которой неоднократно становился чемпионом Украины среди ветеранских команд.

## Образование
Окончил Одесский педагогический институт им. К. Д. Ушинского.

## Семья
Женат. С супругой Зинаидой Васильевной воспитали двоих детей. Сын Юрий окончил Одесский национальный университет. Дочь Ольга, по специальности — филолог.

## Достижения
- Серебряный призёр чемпионата СССР: 1979
- Обладатель Кубка СССР: 1980
- Чемпион Украинской ССР: 1977